# Acuerdos de Matignon (1936)

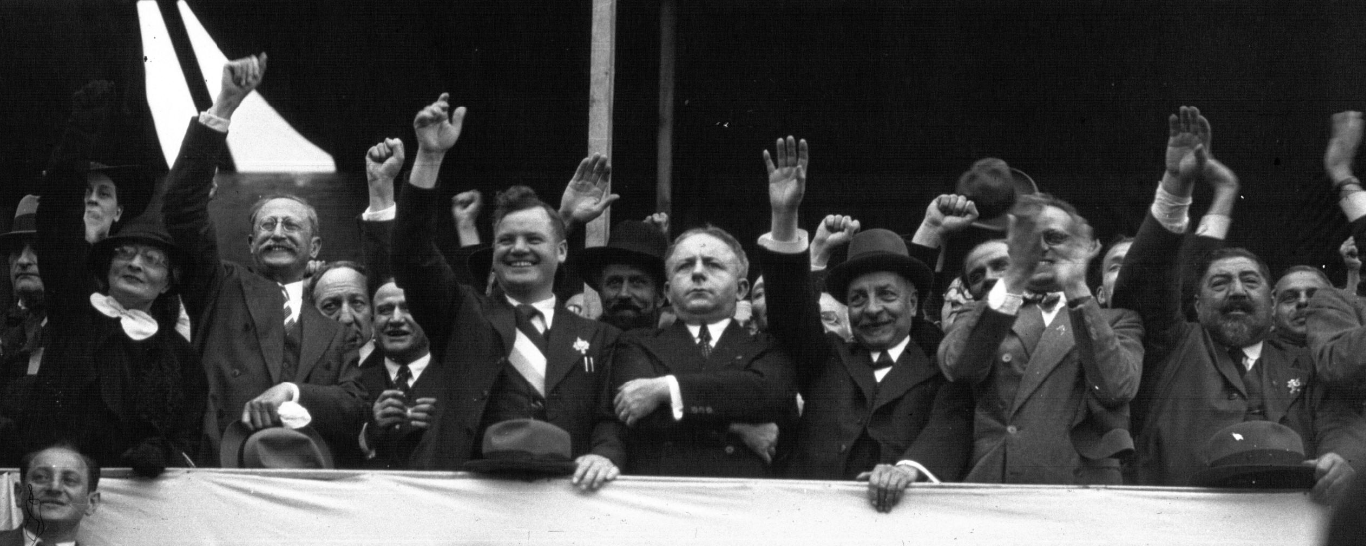
Léon Blum, Maurice Thorez, Roger Salengro, Maurice Viollette y Pierre Cot. 14 de julio de 1936.

Los Acuerdos de Matignon de 1936, fueron unos acuerdos firmados en el Hôtel Matignon (residencia oficial del presidente del gobierno francés), entre la Confédération générale de la production française (CGPF), la Confédération générale du travail (CGT) y el gobierno francés, ejercido en esos momentos por el Front Populaire (Frente Popular), presidido por Léon Blum.
Significaron un avance histórico en las condiciones salariales y de trabajo (incluyendo las vacaciones pagadas). Se consideran un ejemplo de pacto social como práctica de negociación colectiva a nivel estatal, mediante acuerdos entre patronal, sindicato y gobierno. Aunque no tuvieron gran trascendencia en ese momento (periodo crítico simultáneo a la guerra civil española y previo a la Segunda Guerra Mundial), se han presentado como una muestra de la capacidad de compromiso en las democracias, para evitar la polarización política y social entre las alternativas fascista y comunista.
- Datos: Q2822854